# Степан I
Степан I (хорв. Stjepan) — король Хорватии из династии Трпимировичей, правивший в 1030—1058 годах.
Степан был сыном и наследником короля Крешимира, по имени которого ветвь династии Трпимировичей, начиная со Степана, принято называть Крешимировичами. После смерти отца Степан стал хорватским королём, однако значительные регионы страны были ему неподконтрольны. Самая развитая часть страны, далматинское побережье, формально находилось под властью Византии, причём король Хорватии де-юре правил ими как наместник, однако крупнейшие города побережья были де-факто независимы. Славония также принадлежала Хорватии лишь юридически, фактически баны Славонии, принадлежавшие к ветви Трпимировичей, Светославичам, правили ей как независимой державой.
Главной своей целью в этих условиях король видел восстановление полного контроля над Далмацией. Для этого он всячески стремился укрепить альянс с Византией, надеясь с его помощью ослабить в Далмации влияние Венеции, которая не собиралась отказываться от притязаний на хорватское адриатическое побережье. Степан уделил большое внимание восстановлению мощи хорватской армии и флота, в 1032 году он послал часть своего флота на помощь Византии в войне с арабами.
Успешно развивалась и торговля. В период правления Степана быстро начали развиваться города континентальной Хорватии, до этого сильно уступавшие в развитии морским портам. Вокруг расположенной в стратегически важном месте крепости Книн вырос город, в котором в 1040 году была учреждена епархия, а после того как в Книн из Сплита переехала резиденция хорватского архиепископа он стал религиозным центром страны.
Степан I имел двух сыновей — старший, Петар Крешимир, наследовал Степану I после его смерти в 1058 году; имя второго неизвестно, его сын под именем Степан II стал последним королём Хорватии из династии Трпимировичей (1089—1091).